# Basilan
Basilan é um província de  classe de renda da terceira província (d) na região Bangsamoro (BARMM), nas Filipinas. De acordo com o censo de 1 de maio  de  2020 possui uma população de 426 207 pessoas e 73 419 domicílios.  A sua capital é Lamitan.
Basilán é uma ilha. A sua situada na costa meridional da península de Zamboanga. Basilan é a ilha situada mais a norte das ilhas principais do Arquipélago de Sulu. Os habitantes de Isabela incluem cristãos, muçulmanos de grupos tribais como os Tausuges, os Samal Bangingihes, e os Yakans.

## Subdivisões
Municípios
- Akbar
- Al-Barka
- Hadji Mohammad Ajul
- Hadji Muhtamad
- Lantawan
- Maluso
- Sumisip
- Tabuan-Lasa
- Tipo-Tipo
- Tuburan
- Ungkaya Pukan

Cidades
- Lamitan
- Isabela  (segregado de Basilan na maioria de contextos estatísticos pela Autoridade Filipina de Estatísticas.)